# Nuoto ai Giochi della XXVII Olimpiade - Staffetta 4x100 metri misti femminile
Si sono svolte 3 batterie di qualificazione. Le prime 8 squadre si sono qualificati direttamente per la finale.

## Batterie
22 settembre 2000

### 1ª batteria
| Posizione | Atleta                                                              | Paese       | Tempo   |
| --------- | ------------------------------------------------------------------- | ----------- | ------- |
| 1         | Charlène Wittstock, Sarah Poewe, Mandy Loots e Helene Muller        | Sudafrica   | 4:07.19 |
| 2         | Katy Sexton, Heidi Earp, Sue Rolph e Karen Pickering                | Regno Unito | 4:07.52 |
| 3         | Sofie Wolfs, Brigitte Becue, Fabienne Dufour e Nina van Koeckhoven  | Belgio      | 4:10.98 |
| 4         | Aleksandra Miciul, Alicja Peczak, Anna Uryniuk e Otylia Jędrzejczak | Polonia     | 4:11.08 |
| 5         | Annamaria Kiss, Ágnes Kovács, Orsolya Ferenczy e Gyöngyver Lakos    | Ungheria    | 4:11.11 |
| 6         | Brenda Starink, Madelon Baans, Chantal Groot e Thamar Henneken      | Paesi Bassi | 4:12.31 |

### 2ª batteria
| Posizione | Atleta                                                              | Paese         | Tempo   |
| --------- | ------------------------------------------------------------------- | ------------- | ------- |
| 1         | Giaan Rooney, Tarnee White, Petria Thomas e Sarah Ryan              | Australia     | 4:04.75 |
| 2         | Mai Nakamura, Masami Tanaka, Junko Ōnishi e Sumika Minamoto         | Giappone      | 4:05.76 |
| 3         | Zhan Shu, Qi Hui, Liu Limin e Han Xue                               | Cina          | 4:08.27 |
| 4         | Michelle Lischinsky, Christin Petelski, Jen Button e Laura Nicholls | Canada        | 4:08.47 |
| 5         | Oxana Verevka, Olga Bakaldina, Natalya Soutiaguina e Inna Yaitskaya | Russia        | 4:09.64 |
| 6         | Shim Min-Ji, Ku Hyo-Jin, Lee Bo-Eun e Jang Hee-Jin                  | Corea del Sud | 4:16.93 |

### 3ª batteria
| Posizione | Atleta                                                                     | Paese       | Tempo   |
| --------- | -------------------------------------------------------------------------- | ----------- | ------- |
| 1         | Antje Buschschulte, Sylvia Gerasch, Franziska van Almsick e Katrin Meißner | Germania    | 4:06.02 |
| 2         | Courtney Shealy, Staciana Stitts, Ashley Tappin e Amy Van Dyken            | Stati Uniti | 4:06.16 |
| 3         | Camilla Johansson, Emma Igelström, Johanna Sjöberg e Louise Jöhncke        | Svezia      | 4:10.38 |
| 4         | Ivette María, María Carmen Collado, Mireia García e Laura Roca             | Spagna      | 4:14.54 |
| 5         | Nadiya Beshevli, Svitlana Bondarenko, Olena Grytsyuk e Valentyna Tregub    | Ucraina     | 4:15.64 |
| 6         | Raluca Udroiu, Simona Păduraru, Carmen Herea e Lorena Diaconescu           | Romania     | 4:23.56 |

## Finale
22 settembre 2000
| Posizione | Atleta                                                                     | Paese       | Tempo      |
| --------- | -------------------------------------------------------------------------- | ----------- | ---------- |
|           | Barbara Bedford, Megan Quann, Jenny Thompson e Dara Torres                 | Stati Uniti | 3:58.30 RM |
|           | Dyana Calub, Leisel Jones, Petria Thomas e Susie O'Neill                   | Australia   | 4:01.59    |
|           | Mai Nakamura, Masami Tanaka, Junko Ōnishi e Sumika Minamoto                | Giappone    | 4:04.16    |
| 4         | Antje Buschschulte, Sylvia Gerasch, Franziska van Almsick e Katrin Meißner | Germania    | 4:04.33    |
| 5         | Charlène Wittstock, Sarah Poewe, Mandy Loots e Helene Muller               | Sudafrica   | 4:05.15    |
| 6         | Kelly Stefanyshyn, Christin Petelski, Jen Button e Marianne Limpert        | Canada      | 4:07.55    |
| 7         | Katy Sexton, Heidi Earp, Sue Rolph e Karen Pickering                       | Regno Unito | 4:07.61    |
| 8         | Zhan Shu, Qi Hui, Liu Limin e Han Xue                                      | Cina        | 4:07.83    |